# Jarrod Bowen
Jarrod Bowen (sinh ngày 20 tháng 12 năm 1996) là một cầu thủ bóng đá chuyên nghiệp người Anh hiện đang thi đấu ở vị trí tiền vệ cánh phải hoặc tiền đạo cho đội tuyển bóng đá quốc gia Anh và là đội trưởng của câu lạc bộ Premier League West Ham United.

## Thiếu thời
Jarrod Bowen sinh ngày 20 tháng 12 năm 1996 tại Leominster, Herefordshire, Anh. Khi lớn lên, thần tượng của anh là David Beckham và anh cũng là fan hâm mộ của Manchester United.

## Sự nghiệp câu lạc bộ

### Hereford United
Bowen bắt đầu sự nghiệp của mình tại câu lạc bộ địa phương Leominster Minors khi mới 4 tuổi và gắn bó với câu lạc bộ cho đến cấp độ dưới 16 tuổi. Sau những buổi tập thử không thành công ở Aston Villa và Cardiff City, Bowen bắt đầu sự nghiệp học giả của mình tại Hereford United. Ở tuổi 17, Bowen được huấn luyện viên Peter Beadle cho ra mắt đội một sau khi gây ấn tượng tại đội trẻ mùa giải đó. Anh chơi trong trận thua 2–0 trước Barnet vào ngày 22 tháng 3 năm 2014. Anh ghi bàn thắng đầu tiên trong sự nghiệp vào ngày 21 tháng 4 trong chiến thắng 3–2 trên sân nhà của Hereford trước Alfreton Town.

### Hull City

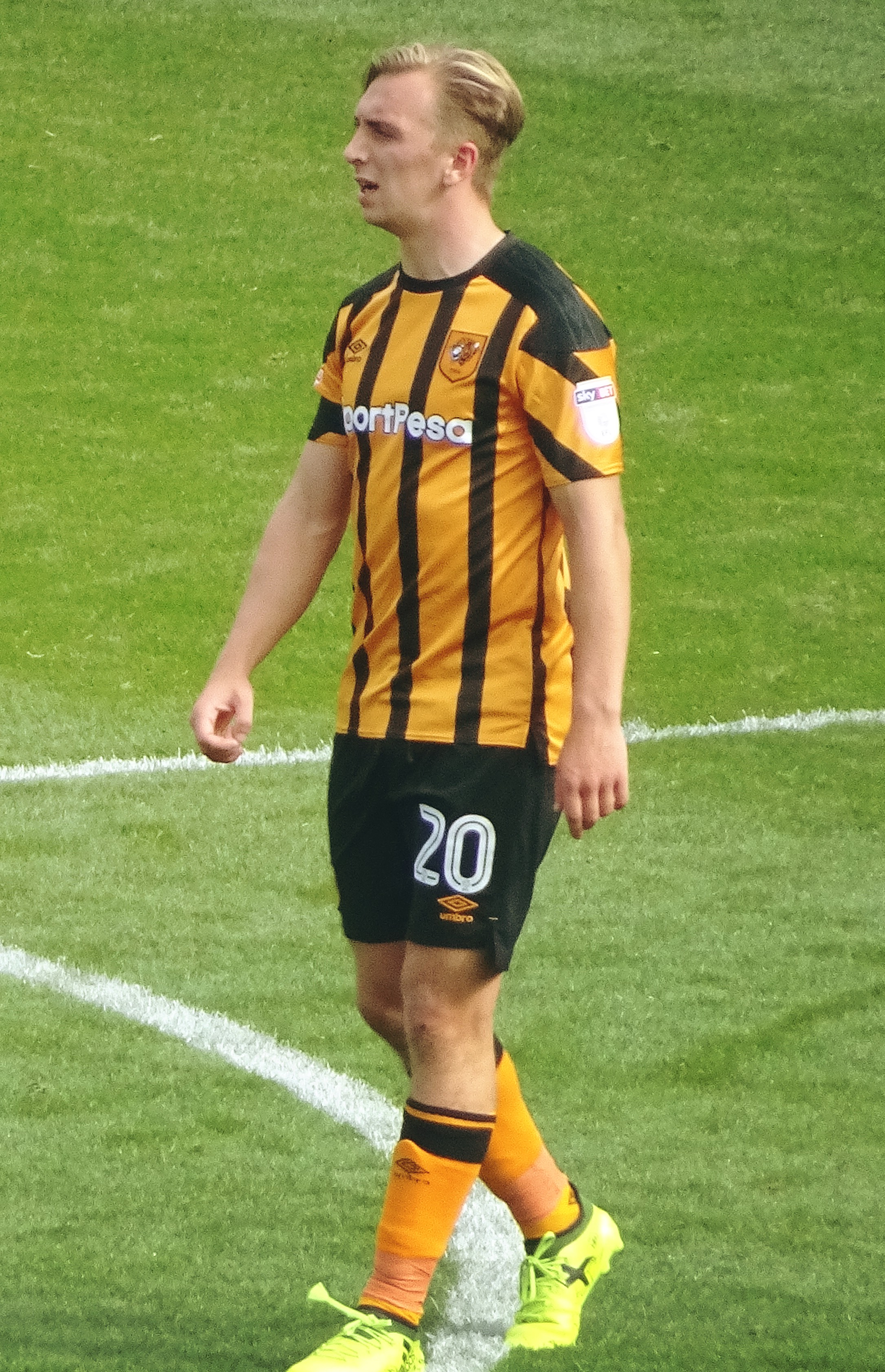
Jarrod Bowen trong màu áo Hull City năm 2017

Sau khi Hereford bị trục xuất khỏi Football Conference vào tháng 6 năm 2014, Bowen đã ký hợp đồng với câu lạc bộ Hull City tại Premier League vào ngày 8 tháng 7 theo dạng chuyển nhượng tự do. Sau khi gây ấn tượng trong giai đoạn tiền mùa giải năm 2016, anh chơi trọn vẹn 90 phút trong trận ra mắt cho Hull trong chiến thắng 3–1 trên sân khách trước Exeter City tại EFL Cup 2016–17 vào ngày 23 tháng 8. Vào ngày 7 tháng 11 năm 2016, Bowen ký hợp đồng mới có thời hạn hai năm với Hull.
Bowen ghi bàn thắng đầu tiên cho Hull trong trận hòa 1–1 trước Aston Villa vào ngày 5 tháng 8 năm 2017. Vào tháng 9 năm 2017, anh ký một hợp đồng mới có thời hạn đến tháng 6 năm 2020. Anh ghi 15 bàn trên mọi đấu trường trong mùa giải 2017–18 và kết thúc với tư cách là vua phá lưới cho Hull. Tại lễ trao giải cuối mùa hàng năm vào ngày 8 tháng 5 năm 2018, Bowen đã giành được cả giải Cầu thủ xuất sắc nhất năm của Những người hâm mộ Hull City và Cầu thủ xuất sắc nhất năm của Các cầu thủ.
Bowen đã được đề cử cho giải Cầu thủ xuất sắc nhất tháng của EFL Championship vào tháng 12 năm 2018 và sau đó đã giành được giải thưởng này vào tháng 1 năm 2019. Vào tháng 3 năm 2019, anh là một thành viên của đội hình xuất sắc nhất mùa giải EFL Championship 2018–19. Bowen đã ghi 22 bàn thắng trên mọi đấu trường trong mùa giải 2018–19 và tiếp tục trở thành vua phá lưới cho Hull. Tại lễ trao giải cuối mùa hàng năm vào ngày 7 tháng 5 năm 2019, anh đã giành được giải Cầu thủ của năm, Cầu thủ xuất sắc nhất năm và Cầu thủ xuất sắc nhất của Những người hâm mộ Hull City.
Vào ngày 27 tháng 11 năm 2019, Bowen ghi bàn thắng thứ 50 cho Hull với một cú đúp trong chiến thắng 4–0 trên sân nhà trước Preston North End. Anh ghi bàn thắng cuối cùng cho Hull trong chiến thắng 1–0 trên sân khách trước Sheffield Wednesday vào ngày 1 tháng 1 năm 2020.

### West Ham United

#### 2020–2022

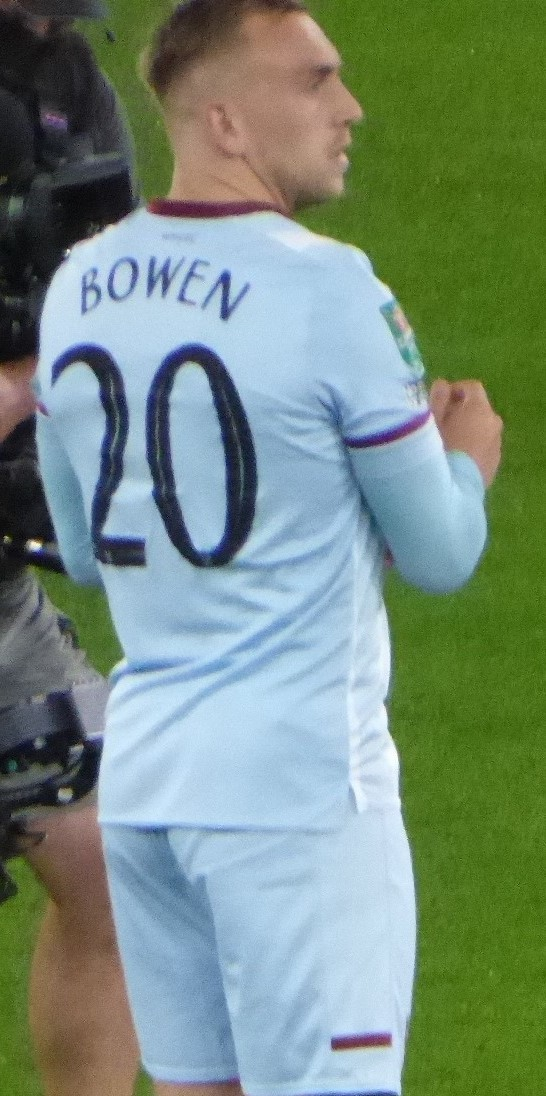
Jarrod Bowen trong màu áo West Ham năm 2021

Vào ngày 31 tháng 1 năm 2020, Bowen ký hợp đồng với câu lạc bộ Premier League West Ham United theo hợp đồng có thời hạn 5 năm rưỡi với mức phí được cho là khoảng 22 triệu bảng. Vào ngày 29 tháng 2, Bowen ghi bàn thắng đầu tiên cho câu lạc bộ trong trận đấu đầu tiên cho West Ham, trong chiến thắng 3–1 trước Southampton.
Bowen ghi bàn thắng đầu tiên ở mùa giải Premier League 2020–21 vào ngày 27 tháng 9 năm 2020 với hai bàn thắng trong chiến thắng 4–0 trước Wolverhampton Wanderers để giúp West Ham có trận thắng đầu tiên trong mùa giải. Một tuần sau đó, vào ngày 4 tháng 10, anh ghi bàn thắng trong chiến thắng 3–0 trên sân khách trước Leicester City. Trong nửa sau của mùa giải, Bowen ghi ba bàn trong ba trận liên tiếp, trong trận hòa 3–3 trước Arsenal và chiến thắng 3–2 trước Wolves và Leicester để nâng tổng số bàn thắng của anh lên tới tám bàn trong mùa giải.
Bowen ghi bàn thắng đầu tiên ở đấu trường bóng đá châu Âu trong chiến thắng 3–0 trước Genk vào ngày 21 tháng 10 năm 2021 tại vòng bảng UEFA Europa League 2021–22. Vào ngày 8 tháng 5 năm 2022, Bowen ghi hai pha kiến tạo vào lưới Norwich City và trở thành cầu thủ West Ham đầu tiên ghi 10 bàn và 10 pha kiến tạo trong một mùa giải kể từ Paolo Di Canio ở mùa giải 1999–2000. Một ngày sau, Bowen được vinh danh là cầu thủ xuất sắc nhất mùa giải của West Ham. Bowen kết thúc mùa giải 2021–22 với tư cách là cầu thủ ghi nhiều bàn thắng nhất cho West Ham với 18 bàn thắng trên mọi đấu trường, trong đó có 12 bàn tại Premier League.

#### 2022–nay
Trong mùa giải 2022–23, Bowen ghi tổng cộng 13 bàn sau 54 lần ra sân trên mọi đấu trường, bao gồm sáu bàn thắng tại Europa Conference League, sáu bàn thắng tại Premier League và một bàn thắng duy nhất tại Cúp FA.
Vào ngày 7 tháng 6 năm 2023, trong trận chung kết Europa Conference League 2023, Bowen đã ghi bàn thắng quyết định ở phút 90 vào lưới Fiorentina để ấn định kết quả chiến thắng chung cuộc 2–1 và đồng thời giúp West Ham giành danh hiệu đầu tiên sau 43 năm. Anh trở thành cầu thủ người Anh đầu tiên ghi bàn thắng quyết định trong một trận chung kết đấu trường châu Âu kể từ Alan Smith của Arsenal trong trận chung kết European Cup Winners' Cup 1994 trước Parma. Ngày hôm sau, Bowen có tên trong Đội hình xuất sắc nhất giải đấu.
Vào ngày 8 tháng 10 năm 2023, Bowen ký hợp đồng mới có thời hạn đến tháng 6 năm 2030 với câu lạc bộ. Vào ngày 22 tháng 10, anh ghi bàn trong trận sân khách thứ năm liên tiếp ở Premier League trong trận thua 4–1 của West Ham trên sân khách trước Aston Villa và lập thành tích mà trước đó chỉ có Thierry Henry và Mohamed Salah đạt được. Vào ngày 4 tháng 11, anh lại ghi bàn trong một trận sân khách để phá kỷ lục khi West Ham thua Brentford 3–2 trên sân khách. Bowen ghi hat-trick đầu tiên trong sự nghiệp trong chiến thắng 4–2 trước Brentford vào ngày 26 tháng 2, trong đó anh ghi hai bàn thắng trong vòng mười phút đầu tiên của trận đấu. Anh trở thành cầu thủ West Ham đầu tiên lập hat-trick tại Sân vận động Luân Đôn. Vào ngày 27 tháng 4 năm 2024, Bowen ghi bàn mở tỷ số trong trận hòa 2–2 với Liverpool và lập bàn thắng Premier League thứ 16 trong mùa giải của anh. Điều này khiến anh cân bằng kỷ lục do Paolo Di Canio nắm giữ và đạt được trong mùa giải 1999–2000 với tư cách là cầu thủ West Ham ghi nhiều bàn thắng nhất trong một mùa giải Premier League. Vào ngày 11 tháng 5 năm 2024, anh được trao giải thưởng Hammer xuất sắc nhất năm.

## Sự nghiệp quốc tế
Bowen được gọi lần đầu tiên lên đội tuyển quốc gia Anh vào ngày 24 tháng 5 năm 2022 cho các trận đấu vào tháng 6 năm 2022 với Hungary, Đức và Ý tại Nations League. Vào ngày 4 tháng 6 năm 2022, Bowen chơi trọn 90 phút trong trận ra mắt đội tuyển Anh trong trận thua 0–1 trước Hungary và nhận được nhiều lời khen từ The Daily Telegraph về màn trình diễn của anh. Anh không có tên trong đội tuyển Anh tham dự FIFA World Cup 2022 ở Qatar vào tháng 11 và tháng 12 năm 2022. Huấn luyện viên câu lạc bộ của anh, David Moyes, nói rằng phong độ của Bowen đã bị ảnh hưởng sau khi bị loại.
Bowen được tái triệu tập lên đội tuyển Anh tham dự các trận đấu quốc tế vào tháng 10 năm 2023 gặp Úc và Ý. Vào ngày 13 tháng 10, anh có tên trong đội hình xuất phát trong trận thắng 1–0 của Anh trước Úc và ra mắt lần đầu tiên trong sự nghiệp cho đội tuyển quốc gia Anh tại Sân vận động Wembley.
Vào ngày 6 tháng 6 năm 2024, Bowen có tên trong đội tuyển Anh tham dự UEFA Euro 2024. Bowen ra mắt giải đấu trong trận mở màn của đội, trận thắng của Anh trước Serbia với tỷ số 1–0 ở Gelsenkirchen khi vào sân thay Bukayo Saka ở phút 76.

## Phong cách chơi
Được đánh giá là một cầu thủ nhanh nhẹn, trực tiếp, cơ động, tràn đầy năng lượng với kỹ thuật tốt và con mắt săn bàn, Bowen chủ yếu được biết đến với tốc độ, khả năng di chuyển, dứt điểm lâm sàng, sự nhanh nhẹn và kiểm soát bóng cũng như khả năng sử dụng cả tốc độ và sự tinh tế của mình để tạo cơ hội ghi bàn cho mình hoặc cho đồng đội. Với tư cách là một tiền đạo đa năng, anh chủ yếu chơi ở vị trí tiền vệ cánh phải, một vị trí khiến anh di chuyển vào trung lộ bằng chân trái khỏe hơn của mình, sút vào khung thành hoặc thực hiện trao đổi nhanh với các cầu thủ khác và cũng thực hiện các pha chạy vào phía sau hàng phòng ngự hướng tới khung thành. Bên cạnh đó, anh cũng có thể chơi ở trung tâm, phía sau tiền đạo chính với tư cách là tiền vệ tấn công hoặc tiền đạo thứ hai. Năm 2023, anh bắt đầu chơi ở vị trí tiền đạo trung tâm trong khi Michail Antonio bị chấn thương và gây ấn tượng với huấn luyện viên David Moyes bằng những màn trình diễn và sự linh hoạt của mình.

## Đời tư
Vào tháng 10 năm 2021, Bowen được cho là có mối quan hệ với nhân vật truyền hình thực tế Dani Dyer. Vào ngày 20 tháng 1 năm 2023, cặp đôi đã tiết lộ rằng Dani mang thai một cặp song sinh. Các cô con gái của họ, Star và Summer, sinh ngày 22 tháng 5 năm 2023.

## Thống kê sự nghiệp

### Câu lạc bộ
Tính đến 11 tháng 5 năm 2024
| Câu lạc bộ          | Mùa giải            | Giải vô địch        | Giải vô địch | Giải vô địch | Cúp quốc gia | Cúp quốc gia | Cúp Liên đoàn | Cúp Liên đoàn | Châu lục | Châu lục | Tổng cộng | Tổng cộng |
| Câu lạc bộ          | Mùa giải            | Hạng đấu            | Trận         | Bàn          | Trận         | Bàn          | Trận          | Bàn           | Trận     | Bàn      | Trận      | Bàn       |
| ------------------- | ------------------- | ------------------- | ------------ | ------------ | ------------ | ------------ | ------------- | ------------- | -------- | -------- | --------- | --------- |
| Hereford United     | 2013–14             | Conference Premier  | 8            | 1            | 0            | 0            | —             | —             | —        | —        | 8         | 1         |
| Hull City           | 2014–15             | Premier League      | 0            | 0            | 0            | 0            | 0             | 0             | 0        | 0        | 0         | 0         |
| Hull City           | 2015–16             | Championship        | 0            | 0            | 0            | 0            | 0             | 0             | —        | —        | 0         | 0         |
| Hull City           | 2016–17             | Premier League      | 7            | 0            | 0            | 0            | 2             | 0             | —        | —        | 9         | 0         |
| Hull City           | 2017–18             | Championship        | 42           | 14           | 2            | 1            | 0             | 0             | —        | —        | 44        | 15        |
| Hull City           | 2018–19             | Championship        | 46           | 22           | 0            | 0            | 0             | 0             | —        | —        | 46        | 22        |
| Hull City           | 2019–20             | Championship        | 29           | 16           | 2            | 0            | 1             | 1             | —        | —        | 32        | 17        |
| Hull City           | Tổng cộng           | Tổng cộng           | 124          | 52           | 4            | 1            | 3             | 1             | 0        | 0        | 131       | 54        |
| West Ham United     | 2019–20             | Premier League      | 13           | 1            | —            | —            | —             | —             | —        | —        | 13        | 1         |
| West Ham United     | 2020–21             | Premier League      | 38           | 8            | 2            | 0            | 0             | 0             | —        | —        | 40        | 8         |
| West Ham United     | 2021–22             | Premier League      | 36           | 12           | 3            | 2            | 3             | 1             | 9        | 3        | 51        | 18        |
| West Ham United     | 2022–23             | Premier League      | 38           | 6            | 3            | 1            | 1             | 0             | 12       | 6        | 54        | 13        |
| West Ham United     | 2023–24             | Premier League      | 34           | 16           | 1            | 1            | 2             | 2             | 7        | 1        | 44        | 20        |
| West Ham United     | Tổng cộng           | Tổng cộng           | 159          | 43           | 9            | 4            | 6             | 3             | 28       | 10       | 202       | 60        |
| Tổng cộng sự nghiệp | Tổng cộng sự nghiệp | Tổng cộng sự nghiệp | 291          | 96           | 13           | 5            | 9             | 4             | 28       | 10       | 341       | 115       |

1. ↑  Bao gồm FA Cup
2. ↑  Bao gồm EFL Cup
3. 1 2  Ra sân tại UEFA Europa League
4. ↑  Ra sân tại UEFA Europa Conference League

### Quốc tế
Tính đến 14 tháng 7 năm 2024
| Đội tuyển quốc gia | Năm       | Trận | Bàn |
| ------------------ | --------- | ---- | --- |
| Anh                | 2022      | 4    | 0   |
| Anh                | 2023      | 1    | 0   |
| Anh                | 2024      | 5    | 0   |
| Tổng cộng          | Tổng cộng | 10   | 0   |

## Danh hiệu

### Câu lạc bộ
West Ham United
- UEFA Europa Conference League: 2022–23[42]

### Đội tuyển quốc gia
Anh
- Á quân UEFA European Championship: 2024[43]

### Cá nhân
- Cầu thủ xuất sắc nhất tháng của EFL Championship: Tháng 12 năm 2018,[13] Tháng 11 năm 2019[44]
- Đội hình xuất sắc nhất mùa giải của Liên đoàn bóng đá Anh: 2018–19[45]
- Đội hình tiêu biểu mùa giải UEFA Europa Conference League: 2022–23[46]
- Cầu thủ xuất sắc nhất năm Hull City: 2017–18[47]
- Cầu thủ xuất sắc nhất năm của các cầu thủ Hull City: 2017–18[47]
- Cầu thủ xuất sắc nhất năm của các cầu thủ West Ham United: 2021–22[48]
- Cầu thủ xuất sắc nhất năm của các cầu thủ West Ham United: 2023–24[49]